# Громыко, Алексей Анатольевич
Алексе́й Анато́льевич Громы́ко (род. 20 апреля 1969, Москва) — российский историк и политолог, доктор политических наук. Директор Института Европы РАН с 2014 года, член-корреспондент РАН (2016). Заведующий кафедрой международных отношений Института международных отношений и мировой истории Нижегородского государственного университета имени Н. И. Лобачевского с 1 сентября 2016 года.

## Биография
Родился 20 апреля 1969 года в Москве. Является сыном члена-корреспондента РАН Анатолия Андреевича Громыко и внуком министра иностранных дел СССР в 1957—1985 годах Андрея Андреевича Громыко.
Окончил школу № 20 в г. Москве. В 1993 году окончил с отличием исторический факультет МГУ им. М. В. Ломоносова. В 1997 году получил ученую степень кандидата политических наук, защитив в Институте сравнительной политологии РАН диссертацию на тему «Неоконсерватизм и новый лейборизм: политическая борьба в современной Великобритании». В 2005 году защитил в Институте Европы РАН докторскую диссертацию на тему «Модернизация партийно-политической системы Великобритании (1970-е — 2005 гг.)» и стал таким образом доктором политических наук.

### Карьера
В 1999—2000 годах — старший научный сотрудник Института сравнительной политологии РАН.
С 2000 года по 2014 год — руководитель Центра британских исследований Института Европы РАН.
С 2017 года по н. в. — заведующий базовой кафедрой Института Европы РАН в РГСУ.
С 1 декабря 2014 года — директор Института Европы РАН.
Руководитель европейских программ Фонда «Русский мир».
Президент Ассоциации европейских исследований России (АЕВИС).
Преподаёт в МГИМО. Читает на кафедре истории внешней политики стран Европы и Америки спецкурс «Партийно-политическая система Великобритании в XX веке».
Старший ассоциированный член колледжа Святого Антония Оксфордского университета, член Учёного совета Института Европы, редколлегии журнала «Современная Европа» и диссертационного совета Дипломатической академии МИД России.
Соучредитель российского движения «За укрепление демократического мирового правопорядка и в поддержку ООН».
Национальный координатор от Российской Федерации в Комитете по науке Совета Россия — НАТО.
Член Научного Совета при Министре иностранных дел России. Состоит в диссертационных советах Дипломатической Академии МИД России, Института США и Канады РАН. Эксперт Российского научного фонда.
До 28 марта 2022 года член Научного совета при Совете Безопасности РФ.
После начала вторжения России на Украину выступил с критическими замечаниями, вместе с рядом российских учёных подписал письмо с призывом «прекратить огонь», после чего был исключён из научного совета при Совете безопасности России.
В феврале 2024 года посетил оккупированный Луганск для участия в заседании отделения Русского исторического общества в ЛНР и подписания соглашения о сотрудничестве с ЛГУ имени В.Даля.

## Награды и звания
- Лауреат премии Фонда Веббов (Раскин Колледж, Оксфордский университет)
- Лауреат премии Фонда содействия отечественной науке за 2004 и 2006 годы.
- Почётный член Академического форума Варненского свободного университета имени Черноризца Храбра (Болгария).
- Почётный доктор Пловдивского университета имени Паисия Хилендарского (Болгария).
- Профессор РАН (2015)[9]

## Труды
Индивидуальные монографии:
- Политический реформизм в Великобритании. 1970—1990-е годы. — М..: XXI Век — Согласие, 2001.
- Политическая модернизация Великобритании: От вестминстерской к плюральной модели демократии. — М.: Доклады Института Европы РАН. — 2005. — № 158.
- Модернизация партийной системы Великобритании. — М.: Весь мир, 2007.
- Образы России и Великобритании: Реальность и предрассудки. — М.: Русский сувенир, 2008.
- О насущном: Европа и современный мир. — М.—СПб.: Нестор-История, 2017. — 232 с. — ISBN 978-5-98163-099-6; ISBN 978-5-4469-1197-4.

Главы в коллективных монографиях:
- Левоцентризм: Проблемы и перспективы // Альманах «Форум 2000». На рубеже веков. — М.: Весь мир, 2000.
- Глобализация в британской концепции «третьего пути». Глава 2 // Государство и общество в условиях глобализации: взгляд слева / Отв. ред. А. А. Галкин. — М.: ИСП РАН, 2003.
- Опыт Великобритании. Глава 2 // Опыт ведущих западноевропейских стран в сфере поиска оптимальных взаимоотношений государства с частным бизнесом. — М.: Доклады Института Европы РАН. — 2004. — № 137.
- «Третий путь»: Что дальше? От концепции соучастия до «нового прогрессивизма» // Вызовы XXI века. Глобализация и проблемы идентичности в многообразном мире / Отв. ред. Т. Т. Тимофеев. — М.: Огни, 2005.
- Великобритания. Эпоха реформ. — М.: Весь мир, 2007. (Гл. ред. и соавтор)
- Англо-саксонская модель // Социальная Европа XXI века: монография. — М.: Весь мир, 2011. — (Старый свет — новые времена).
- Цивилизации как объект исследования и российская идентичность // Россия в многообразии цивилизаций. — М.: Весь Мир, 2011. — (Старый свет — новые времена).
- Иммиграция, мультикультурализм и исламский экстремизм в Европе. Глава 15, Часть IV в монографии «„Безопасность Европы“ серии „Старый свет — новые времена“». — М.: Весь мир, 2011.
- Проект общеевропейской безопасности: трудный путь становления. Главы 29, 30, Часть VIII в монографии «„Безопасность Европы“ серии „Старый свет — новые времена“». — М.: Весь Мир, 2011.
- «Опыт Второй мировой войны для Европы XXI века» / под ред. Ал. А. Громыко (отв. редактор), Е. В. Ананьевой, автор главы «Забвение памяти о войне — угроза будущему», ИЕ РАН. — М.: Весь мир, 2011.
- «Новые проблемы Евросоюза» и главы 29 «Трудный путь к политическому сотрудничеству» и главы 30 « Европейская безопасность» раздела 2.3 часть II, // «Россия в полицентричном мире». — М.: Весь мир, 2011.
- Громыко А. А. автор гл.15 «Иммиграция, мультикультурализм и исламский экстремизм в Европе»; части IV под названием «Борьба против терроризма и экстремизма»; главы 29 «Международный контекст и новая инициатива России» и главы 30 «Переговорный процесс», Части VIII под названием «Проект общеевропейской безопасности: трудный путь становления», // «Безопасность Европы» серии «Старый свет — новые времена». — М.: Весь мир, 2011.
- Громыко А. А. автор главы 36 «Цивилизации как объект исследования и российская идентичность», // «Россия в многообразии цивилизаций» серии «Старый свет — новые времена» Института Европы РАН. — М.: Весь мир, 2011.
- «Европа — затухающий центр силы», // «Европейский союз в XXI веке: время испытаний» серии «Старый свет — новые времена» Института Европы РАН. — М.: Весь мир, 2012.
- «Выстраивая добрососедство. Россия на пространствах Европы» / ответственный редактор и соавтор. — М.: Весь Мир, 2013.
- «Дилеммы Британии. Поиск путей развития» / ответственный редактор и соавтор. — М.: Весь Мир, 2014.
- «Большая Европа. Идеи, реальность, перспективы» / ответственный редактор и соавтор. — М.: Весь Мир, 2014.
- АЕВИС — рождение и жизнь (совм. С Борко Ю. А., Буториной О. В.) // Европейские исследования в России (1992—2017) / под общ. ред. О. В. Буториной. — Томск: Изд-во Том. ун-та, 2017. — ISBN 978-5-98163-093-4; ISBN 978-5-7511-2494-6. — С. 13—24.
- Европа XXI века. Новые вызовы и риски: [монография] / [Ал. А. Громыко, В. В. Журкин, В. П. Фёдоров и др.] — М.—СПб.: Нестор-История, 2017. — 584 с. — (Серия книг: Старый Свет — новые времена / Федеральное гос. бюджетное учреждение науки «Ин-т Европы Российской акад. наук»). — ISBN 978-5-98163-087-3 (ИЕ РАН); ISBN 978-5-4469-1214-8 («Нестор-История»).
- Введение // Европейская аналитика. 2017 / Ин-т Европы Российской акад. наук; отв. ред. К. Н. Гусев. — М.—СПб.: Нестор-История, 2017. — ISBN 978-5-98163-093-7 (ИЕ РАН). — С. 7—14.
- Alexey Gromyko. Greater Europe: Internal and external threats to security. Multipolarity: The promise of disharmony. Peter W. Schulze (ed.) Campus Verlag GmbH, Frankfurt-on-Main, 2018. P. 161—175. ISBN 978-3-593-50939-6 Print, ISBN 978-3-593-44013-2 E-Book (PDF), ISBN 978-3-593-44027-9 E-Book (EPUB). (англ.)
- Заключение // Защита государственного суверенитета — опыт Евросоюза и европейских стран: [монография] / [В. Б. Белов и др. ; отв. ред. В. Б. Белов] ; Федеральное гос. бюджетное учреждение науки «Ин-т Европы Российской акад. наук». — М.: ИЕ РАН; издательство «Весь мир», 2018. — 204 с. — ISBN 978-5-98163-123-08 (ИЕ РАН); ISBN 978-5-7777-0759-8 (Весь мир).
- Gromyko Alexey. Structures of Rivalry and Lessons of History // A Closer Look at Russia and its Influence in the World / Nova Science Publishers. Ed. by Constantinos Filis. — New York, 2019. — P. 41-54. — ISBN 978-1-5361-5632-4 (ebook)
- Об особняке Берга и советско-итальянских отношениях в воспоминаниях А. А. Громыко // 1918—2018 Век истории в особняке Берга / Посольство Италии в Москве; Федеральное государственное Бюджетное учреждение науки «Институт Европы Российской академии наук». Под редакцией Р. Алонци, Е. А. Масловой. — М., 2019. — С. 290—295. — ISBN 978-5-98163-126-9; ISBN 978-5-9500664-4-3
- Мир вокруг Европы // Европа между трёх океанов / По общ. ред. Ал. А. Громыко, В. П. Фёдорова. — М.: ИЕ РАН, СПб.: Нестор-История, 2019. — С. 10—13, 49—70. — (Старый Свет — новые времена). — ISBN 978-5-98163-133-7 (ИЕ РАН); ISBN 978-5-4469-1640-5 («Нестор-История»).
- Моя «малая» альма-матер // Кафедра новой и новейшей истории: Люди и традиции/ под общ. ред. Л. С. Белоусова. — СПб.: Алетейя, 2020. — C. 419—424. — (Труды исторического факультета МГУ. Вып. 184. Сер II: Исторические исследования, 119), ISBN 978-5-00-165172-7.

Статьи в академических и научно-публицистических изданиях:
- Британские лейбористы на пороге власти // Проблемы социал-демократии на пороге XXI века. — М.: ИСП РАН, 1996.
- Победы и поражения современной социал-демократии // Полис. — 2000. — № 3.
- 100-летие британских лейбористов // Современная Европа. — 2000. — № 4.
- Великобритания: Евроамерика западного мира // Современная Великобритания: проблемы и перспективы. Доклады Института Европы № 83 / Отв. ред. В. Н. Шенаев. — М.: Флинта, 2001.
- Выборы 2001 г. в Великобритании: общее и частное // Великобритания после всеобщих выборов 2001 г.: результаты и тенденции. Доклады Института Европы № 91 / Отв. ред. В. Н. Шенаев. — М., 2002.
- Усмирение терроризма: опыт Северной Ирландии // Терроризм и политический экстремизм: вызовы и поиски адекватных ответов. — М.: Институт политического и военного анализа, 2002.
- Конец идеологии или контуры новой «большой идеи» // Политическая мысль Великобритании: некоторые итоги и перспективы. Доклады Институт Европы № 101 / Отв. ред. Ал. А. Громыко. — М., 2002.
- Британия на внутрицивилизационном надломе // Россия и Британия в процессах европейской интеграции. Доклады Института Европы № 114 / Отв.ред. Ал. А. Громыко. — М., 2003.
- Труд и власть. Британия в сравнительном контексте // Современная Европа. — № 4. — 2002.
- Англия на постимперском пространстве: Уроки для России и Европы. Доклады Института Европы № 126 / Отв. ред. Ал. А. Громыко. — М.: Огни, 2003.
- Британия восстанавливает свои позиции: Беседа Лорда Хауэлла и Ал. А. Громыко // Современная Европа. — 2003. — № 2.
- Британская ситуация // Европа: партии и выборы. Доклады Институт Европы № 125. — М.: Огни, 2003.
- Британские парадоксы // Европейский парламент. Проблемы и перспективы / Отв. ред. В. Я. Швейцер. — М.: Огни, 2004.
- Грозит ли Британии политическая апатия? // Избирательный процесс в России: национальные особенности и европейский опыт. Доклады Института Европы, № 132. — М.: Огни, 2004.
- Мал золотник, да дорог. Малые партии в современной Великобритании // Современная Европа. — 2005. — № 2.
- Внешняя политика Великобритании: от империи к «осевой державе» // Космополис. — 2005. — № 1 (11) (Весна).
- Эволюция партийно-политической системы Северной Ирландии в процессе мирного урегулирования. // Учёные записки — 2005. Дипломатическая академия МИД России. — М.: Научная книга, 2005.
- Проблемы перехода Британии от вестминстерской к плюральной модели демократии // Журнал Выборы, № 4, 2005.
- Всеобщие выборы в Великобритании 2005 года: итоги и последствия // Сравнительное конституционное обозрение, № 3, 2005.
- Малые партии в Великобритании: левый фланг // Европейские левые на рубеже тысячелетий / Отв. ред. В. Я. Швейцер. — М.: Огни ТД, 2005.
- Великобритания: после захода солнца // Россия в глобальной политике. — 2005. — № 6.
- Великобритания между Европой и Америкой // Россия и НАТО в новом контексте международной безопасности / Отв. ред. Д. А. Данилов. — М.: Огни ТД, 2005.
- «Третий путь» — что дальше? // Современная Европа. — М.: ИЕ РАН. — 2006. — № 2.
- Европа — Америка — Россия: к вопросу о сравнении интересов // Альманах: Вызовы XXI века., вып. 2., «Общественные процессы и цивилизации» / гл. ред. Т. Т. Тимофеев, ИЕ РАН / Институт экономики. — М., 2006.
- Российско-британские отношения во второй половине XX века // Россия и Британия. Вып. 4. «Связи и взаимные представления XIX—XX века» / отв. ред. А. Б. Давидсон, Институт всеобщей истории РАН. — М., 2006.
- Эволюция партийно-политической системы Северной Ирландии в процессе мирного урегулирования // Учёные записки / под ред. Е. П. Бажанова. Институт актуальных международных проблем Дип. академии МИД России. Научная книга. — М., 2006.
- Метаморфозы американского неоконсерватизма: идеология на излёте // Обозреватель-Observer, № 8, 2007.
- Тони Блэр Лимитед // Россия в глобальной политике. — 2007. — Март—апрель.
- Цивилизационные ориентиры во взаимоотношениях России, ЕС и США // Свободная мысль. — 2007. — № 8.
- «Медленная история» или смена оптик. Доклады Института Европы РАН, № 214, 2008. — М.: Русский сувенир, 2008.
- Государственная служба Великобритании // Россия и Европейский опыт госслужбы // Доклады Института Европы РАН, № 212, 2008. — М.: Русский сувенир, 2008.
- Метаморфозы либерализма и консерватизма в Великобритании XX века // Материалы круглого стола «Европейские правые: прошлое, настоящее, будущее». Часть I // Доклады Института Европы РАН, № 210, 2008. — М.: Русский сувенир, 2008.
- Британцы о прошлом и будущем постсоветской России // Дипломатический ежегодник 2007. Сборник статей. — М.: Научная книга, 2008. — С. 77—95.
- Ящик Пандоры vs Волшебная лампа Аладдина // М.: Международная жизнь. — 2008. — № 5.
- Лейбористы на перепутье: уроки второй половины 1920-х годов // Современная Европа. — 2008. — № 4.
- Большая идея российской внешней политики // М.: Свободная мысль. — 2009. — № 7.
- Разразился не только финансовый, не только структурный, но системный кризис // Кризис как катарсис // Материалы круглого стола ИЕ РАН // М.: Международная жизнь. — 2008. — № 12.
- Угрозы, вызовы, архитектура европейской безопасности // М.: Международная жизнь. — 2009. — № 4.
- Лучше десять дней переговоров, чем один день войны // Воспоминания об Андрее Андреевиче Громыко. — М.: Издательство «Весь Мир», 2009. (составитель)
- Россия и Европа: невоенные аспекты безопасности // Доклады Института Европы РАН, № 232, 2009. — М.: «Русский сувенир», 2009. (редактор)
- Цивилизация между традицией и новацией // Цивилизации в Европе и мире: преемственность и новизна // Доклады Института Европы РАН, № 234, 2009. — М.: «Русский сувенир», 2009.
- Образы России в Великобритании: предрассудки и реальность // Дипломатический ежегодник 2008. Сборник статей // Коллектив авторов. — М.: Издательство «Восток—Запад», 2009.
- Андрей Громыко и его время // М.: Политический класс. — Июнь 2009. — № 7(55).
- Формула партнёрства // Стратегия России. — 2009. — № 3 (Март).
- Пределы интеграции // Стратегия России. — 2009. — № 5 (Май).
- Цивилизация и Россия. Споры продолжаются // Стратегия России. — 2009. — № 7 (Июль).
- Проблемы иммиграции, мультикультурализма и исламского экстремизма в Европе // Проблемы экстремизма в Европе: причины и следствие // Доклады Института Европы РАН, № 239, 2009. — М.: «Русский сувенир», 2009.
- Великобритания в 1930-е годы: внешняя политика национального эгоизма // К 70-летию начала Второго мировой войны // Доклады Института Европы РАН, № 236, 2009. — М.: «Русский сувенир», 2009.
- Европа после кризиса // Материалы конференции // Доклады Института Европы, № 240, 2009. — М.. (редактор)
- «Политические циклы Великобритании на фоне мирового экономического кризиса» //Великобритания перед всеобщими выборами / Доклады Института Европы РАН, № 250, 2010. — М.: «Русский сувенир».
- «Межкультурные интеграционные модели» // Межцивилизационные отношения и кризисные процессы / Доклады Института Европы РАН, № 253, 2010. — М.: «Русский сувенир».
- «Всеобщие выборы — 2010: нестандартность, беспрецедентность, необычность» // Великобритания — 2010: новая политическая ситуация / Доклады Института Европы, № 255, 2010. — М.: «Русский сувенир».
- «Великобритания: социальная модель развития» // Социальная Европа в XXI веке. Европейский опыт. Часть II. / Доклады Института Европы РАН, № 247, 2010. — М.: «Русский сувенир».
- «Евросоюз — затухающий центр силы?» // Доклады ИЕ РАН № 260, 2010. — М.: «Русский сувенир».
- «Устоит ли новый Вавилон? Проблемы межцивилизационной интеграции Европы» // М.: «Современная Европа». — 2010. — № 1 (Январь).
- «„Две головы лучше, чем одна“ — неожиданный исход всеобщих выборов в Великобритании» // М.: «Современная Европа». — 2010. — № 4 (Октябрь—декабрь).
- «Судьбы левой идеи: Угасание или триумф?» // Материалы международной практической конференции 19 апреля 2010 г. «Кризис европейской социал-демократии: причины, формы проявления, пути преодоления». — М.: Ключ—С, 2010.
- «Громыко: человек, дипломат, политик» // Материалы конференции, посвящённой 100-летию Андрея Андреевича Громыко; Дипломатическая академия. — М.: Восток—Запад, 2010. (редактор и соавтор)
- Громыко Ал. А., Бударгин А. В. «Ольстер: от национализма этноконфессиональному к гражданскому» // Этноконфессиональные конфликты в Европе и на постсоветском пространстве / Книга по материалам научно-практической конференции 11 декабря 2008 года в ИЕ РАН. — М.: Соверо-принт, 2010.
- «На перекрёстке истории» // Свободная мысль. — 2010. — № 12.
- «Конкурентные преимущества» // Стратегия России. — 2010. — № 1 (Январь).
- Громыко Ал. А. Предисловие к книге «Падение Берлинской стены». Из записок советника-посланника посольства СССР в Берлине. — М.: Вече, 2011. — (Серия «Актуальная история» / Игорь Максимычев).
- Громыко Ал. А. «Новая архитектура безопасности для Европы: Пути решения проблемы» // Отечественная дипломатия в годы Второй мировой войны (к 65-летию Великой Победы) // Материалы научно-практической конференции // Дипломатическая академия МИД России. — М.: Научная книга, 2011.
- Громыко Ал. А. «Европейская интеграция — такая молодая и такая давняя тема»: рецензия на учебник «Европейская интеграция» (под ред. Буториной. — М.: Изд. «Деловая литература», 2011) // «Современная Европа»: журнал. — 2011. — № 2 (Апрель—июнь).
- На перекрёстке истории // Свободная мысль. — 2010. — № 12.
- Dr. Alexey Gromyko From Britain with coution, FERST magazine London-Washington, Special Issue, september 2011 (англ.)